# Mesophysa ilzei
Mesophysa ilzei är en tvåvingeart som beskrevs av Arturs Neboiss 1971. Mesophysa ilzei ingår i släktet Mesophysa och familjen kulflugor. Inga underarter finns listade i Catalogue of Life.